# Planinska vas (gmina Šentjur)
Planinska vas – wieś w Słowenii, w gminie Šentjur. W 2018 roku liczyła 83 mieszkańców.